# Floscularia pedunculata
Floscularia pedunculata är en hjuldjursart som först beskrevs av Joliet 1883.  Floscularia pedunculata ingår i släktet Floscularia och familjen Flosculariidae. Inga underarter finns listade i Catalogue of Life.